# Янгблад, Люк
Люк Янгблад (в русских источниках иногда Янблад, англ. Luke Youngblood; 12 июня 1986, или, по другим данным, 18 ноября 1989, Лондон, Великобритания) — английский актёр и певец.

## Биография
Люк Янгблад родился в 1986 году в Лондоне.
Люк дебютировал в кино в 1997 году, сыграв роль помощника мага в фильме «IMAX-щелкунчик». Одна из наиболее известных ролей Янгблада — Ли Джордан в двух фильмах о Гарри Поттере — «Гарри Поттер и философский камень» (2001) и «Гарри Поттер и тайная комната» (2002). Всего он сыграл в 12-ти фильмах и телесериалах. Играет на сцене, в частности, в мюзикле Король Лев. Также является певцом, песня «Carol of the Bells» прозвучала в его исполнении в телесериале «Сообщество», где он снимался в 2011—2013 года.

## Избранная фильмография
| Год       |   | Русское название                  | Оригинальное название                    | Роль          |
| --------- | - | --------------------------------- | ---------------------------------------- | ------------- |
| 1997      | ф | IMAX-щелкунчик                    | The IMAX Nutcracker                      | помощник мага |
| 2001      | ф | Гарри Поттер и философский камень | Harry Potter and the Philosopher's Stone | Ли Джордан    |
| 2002      | ф | Гарри Поттер и тайная комната     | Harry Potter and the Chamber of Secret   | Ли Джордан    |
| 2011—2015 | с | Сообщество                        | Community                                | Мэгнитюд      |
| 2015—2016 | с | Галавант                          | Galavant                                 | Сид           |